# Francesco Bagnaia
Francesco (Pecco) Bagnaia (Turijn, 14 januari 1997) is een Italiaans motorcoureur. In 2022 en 2023 werd hij wereldkampioen in de MotoGP op een Ducati. Daarvoor was hij in 2018 al wereldkampioen in de Moto2.

## Carrière

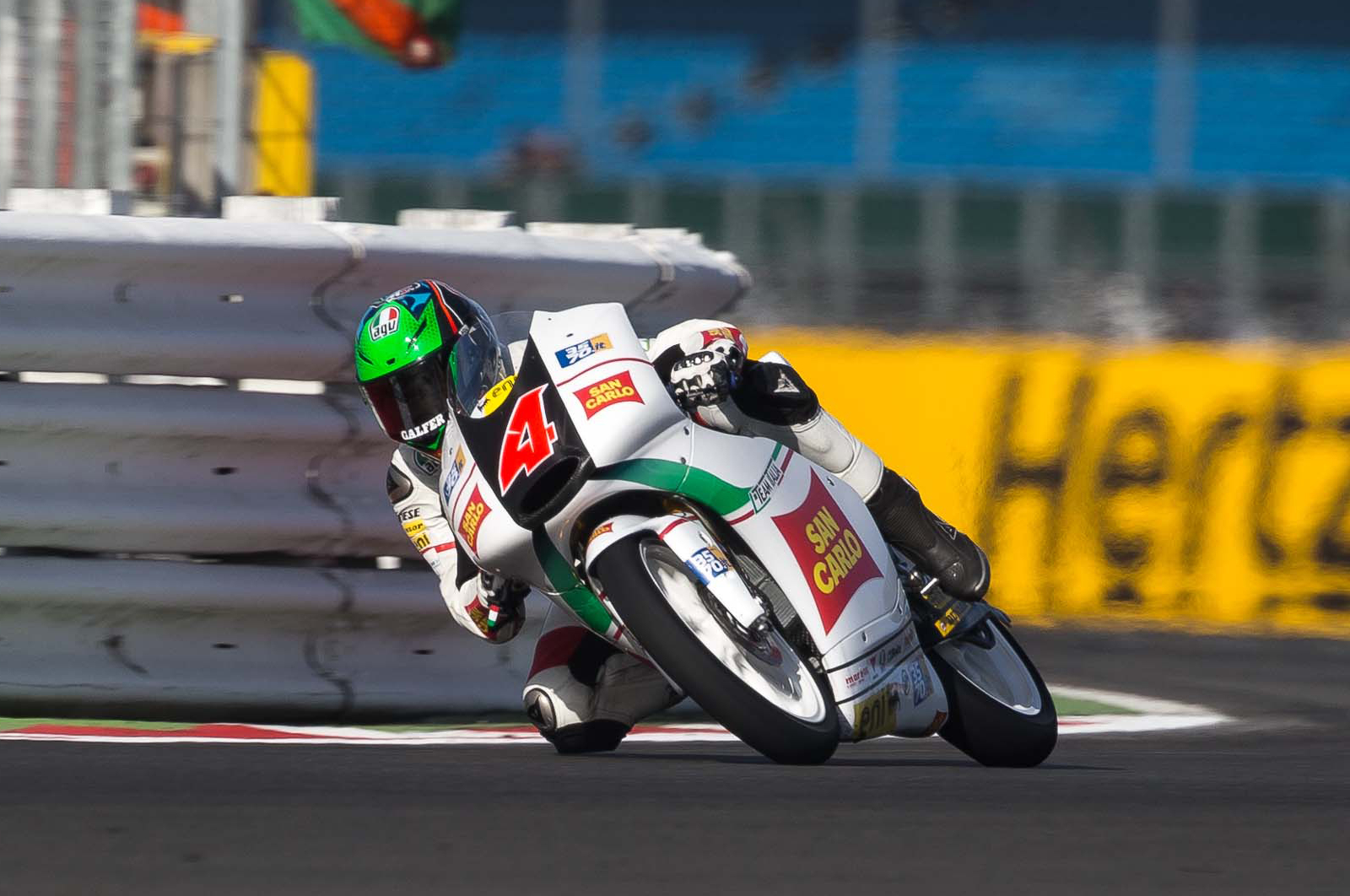
Francesco Bagnaia op Silverstone in 2013.

Bagnaia was succesvol in de Minimoto-klasse, waarin hij de Europese MiniGP won in 2009. In 2010 maakte hij zijn debuut in de 125cc in het Mediterranean Championship en werd tweede in het kampioenschap. In 2012 werd hij derde in het CEV Moto3 Championship op een Honda. Bagnaia is onderdeel van het opleidingsprogramma van Valentino Rossi.
In 2013 maakte Bagnaia zijn debuut in het wereldkampioenschap wegrace in de Moto3-klasse op een FTR Honda. Hij wist echter gedurende het gehele seizoen geen punten te scoren met een zestiende plaats tijdens de Grand Prix van Maleisië als beste resultaat. In 2014 stapte hij over naar een KTM en zijn resultaten verbeterden flink. Met een vierde plaats tijdens de Grand Prix van Frankrijk als beste klassering werd hij zestiende in de eindstand met 50 punten.
In 2015 stapte Bagnaia over naar een Mahindra binnen de Moto3-klasse en behaalde in Frankrijk zijn eerste podiumplaats. Mede hierdoor werd hij veertiende in de stand met 76 punten. In 2016 behaalde hij podiumplaatsen in Qatar, Spanje en Italië alvorens tijdens de TT van Assen met een minieme voorsprong zijn eerste Grand Prix te winnen.

## Statistieken

### Grand Prix

#### Per seizoen
| Seizoen | Klasse | Motor     | Team                            | Races | Winst | Podiums | Poles | SR | Ptn  | Pos |
| ------- | ------ | --------- | ------------------------------- | ----- | ----- | ------- | ----- | -- | ---- | --- |
| 2013    | Moto3  | FTR Honda | San Carlo Team Italia           | 17    | 0     | 0       | 0     | 0  | 0    | NC  |
| 2014    | Moto3  | KTM       | Sky Racing Team VR46            | 16    | 0     | 0       | 0     | 1  | 50   | 16e |
| 2015    | Moto3  | Mahindra  | MAPFRE Team MAHINDRA Moto3      | 18    | 0     | 1       | 0     | 1  | 76   | 14e |
| 2016    | Moto3  | Mahindra  | Pull & Bear Aspar Mahindra Team | 18    | 2     | 6       | 1     | 0  | 145  | 4e  |
| 2017    | Moto2  | Kalex     | Sky Racing Team VR46            | 18    | 0     | 4       | 0     | 0  | 174  | 5e  |
| 2018    | Moto2  | Kalex     | Sky Racing Team VR46            | 18    | 8     | 12      | 6     | 3  | 306  | 1e  |
| 2019    | MotoGP | Ducati    | Pramac Racing                   | 18    | 0     | 0       | 0     | 0  | 54   | 15e |
| 2020    | MotoGP | Ducati    | Pramac Racing                   | 11    | 0     | 1       | 0     | 2  | 47   | 16e |
| 2021    | MotoGP | Ducati    | Ducati Lenovo Team              | 18    | 4     | 9       | 6     | 4  | 252  | 2e  |
| 2022    | MotoGP | Ducati    | Ducati Lenovo Team              | 20    | 7     | 10      | 5     | 3  | 265  | 1e  |
| 2023    | MotoGP | Ducati    | Ducati Lenovo Team              | 19    | 7     | 15      | 7     | 3  | 467  | 1e  |
| 2024    | MotoGP | Ducati    | Ducati Lenovo Team              | 20    | 11    | 16      | 7     | 6  | 498  | 2e  |
| 2025*   | MotoGP | Ducati    | Ducati Lenovo Team              | 13    | 1     | 7       | 1     | 1  | 221  | 3e  |
| Totaal  | Totaal | Totaal    | Totaal                          | 224   | 40    | 81      | 32    | 25 | 2555 |     |

#### Per klasse
| Klasse | Seizoenen  | 1e GP      | 1e podium       | 1e winst       | Races | Winst | Podiums | Poles | SR | Ptn  | Kampioen |
| ------ | ---------- | ---------- | --------------- | -------------- | ----- | ----- | ------- | ----- | -- | ---- | -------- |
| Moto3  | 2013-2016  | Qatar 2013 | Frankrijk 2015  | Nederland 2016 | 69    | 2     | 7       | 1     | 2  | 271  | 0        |
| Moto2  | 2017-2018  | Qatar 2017 | Spanje 2017     | Qatar 2018     | 36    | 8     | 16      | 6     | 3  | 480  | 1        |
| MotoGP | 2019-heden | Qatar 2019 | San Marino 2020 | Aragón 2021    | 119   | 30    | 58      | 25    | 20 | 1804 | 2        |
| Totaal | 2013-heden | 2013-heden | 2013-heden      | 2013-heden     | 224   | 40    | 81      | 32    | 25 | 2555 | 3        |

#### Races per jaar
(vetgedrukt betekent pole positie; cursief betekent snelste ronde; 1–9 betekent positie in de sprintrace)
| Jaar | Klasse | Motor     | 1       | 2        | 3        | 4       | 5        | 6        | 7        | 8       | 9       | 10      | 11       | 12       | 13       | 14       | 15      | 16      | 17      | 18      | 19      | 20     | 21  | 22  | Pos | Ptn  |
| ---- | ------ | --------- | ------- | -------- | -------- | ------- | -------- | -------- | -------- | ------- | ------- | ------- | -------- | -------- | -------- | -------- | ------- | ------- | ------- | ------- | ------- | ------ | --- | --- | --- | ---- |
| 2013 | Moto3  | FTR Honda | QAT 23  | AME 22   | SPA 26   | FRA 20  | ITA 24   | CAT 17   | NED 26   | DUI 30  | INP DNF | TSJ 28  | GBR DNF  | SMR DNF  | ARA 17   | MAL 16   | AUS DNF | JPN 20  | VAL DNF |         |         |        |     |     | NC  | 0    |
| 2014 | Moto3  | KTM       | QAT 10  | AME 7    | ARG DNF  | SPA 8   | FRA 4    | ITA DNF  | CAT 10   | NED DNS | DUI DNS | INP DNF | TSJ 17   | GBR 21   | SMR DNF  | ARA 24   | JPN 13  | AUS 11  | MAL DNF | VAL 16  |         |        |     |     | 16  | 50   |
| 2015 | Moto3  | Mahindra  | QAT 9   | AME DNF  | ARG 11   | SPA 7   | FRA 3    | ITA 4    | CAT 20   | NED 11  | DUI DNF | INP DNF | TSJ 12   | GBR DNF  | SMR 8    | ARA 11   | JPN 15  | AUS DNF | MAL 17  | VAL 13  |         |        |     |     | 14  | 76   |
| 2016 | Moto3  | Mahindra  | QAT 3   | ARG 23   | AME 14   | SPA 3   | FRA 12   | ITA 3    | CAT DNF  | NED 1   | DUI 10  | OOS 11  | TSJ DNF  | GBR 2    | SMR 21   | ARA 16   | JPN 6   | AUS DNF | MAL 1   | VAL DNF |         |        |     |     | 4   | 145  |
| 2017 | Moto2  | Kalex     | QAT 12  | ARG 7    | AME 16   | SPA 2   | FRA 2    | ITA 22   | CAT 13   | NED 10  | DUI 3   | TSJ 7   | OOS 4    | GBR 5    | SMR 3    | ARA 10   | JPN 4   | AUS 12  | MAL 5   | VAL 4   |         |        |     |     | 5   | 174  |
| 2018 | Moto2  | Kalex     | QAT 1   | ARG 9    | AME 1    | SPA 3   | FRA 1    | ITA 4    | CAT 8    | NED 1   | DUI 12  | TSJ 3   | OOS 1    | GBR C    | SMR 1    | ARA 2    | THA 1   | JPN 1   | AUS 12  | MAL 3   | VAL 14  |        |     |     | 1   | 306  |
| 2019 | MotoGP | Ducati    | QAT DNF | ARG 14   | AME 9    | SPA DNF | FRA DNF  | ITA DNF  | CAT DNF  | NED 14  | DUI 17  | TSJ 12  | OOS 7    | GBR 11   | SMR DNF  | ARA 16   | THA 11  | JPN 13  | AUS 4   | MAL 12  | VAL DNS |        |     |     | 15  | 54   |
| 2020 | MotoGP | Ducati    | SPA 7   | AND DNF  | TSJ DNS  | OOS     | STI      | SMR 2    | EMI DNF  | CAT 6   | FRA 13  | ARA DNF | TER DNF  | EUR DNF  | VAL 11   | POR DNF  |         |         |         |         |         |        |     |     | 16  | 47   |
| 2021 | MotoGP | Ducati    | QAT 3   | DOH 6    | POR 2    | SPA 2   | FRA 4    | ITA DNF  | CAT 7    | DUI 5   | NED 6   | STI 11  | OOS 2    | GBR 14   | ARA 1    | SMR 1    | AME 3   | EMI DNF | ALG 1   | VAL 1   |         |        |     |     | 2   | 252  |
| 2022 | MotoGP | Ducati    | QAT DNF | INA 15   | ARG 5    | AME 5   | POR 8    | SPA 1    | FRA DNF  | ITA 1   | CAT DNF | DUI DNF | NED 1    | GBR 1    | OOS 1    | SMR 1    | ARA 2   | JPN DNF | THA 3   | AUS 3   | MAL 1   | VAL 9  |     |     | 1   | 265  |
| 2023 | MotoGP | Ducati    | POR 1   | ARG 166  | AME DNF1 | SPA 12  | FRA DNF3 | ITA DNF1 | DUI 2    | NED 12  | GBR 2   | OOS 1   | CAT DNS2 | SMR 3    | IND DNF2 | JPN 23   | INA 18  | AUS 2   | THA 27  | MAL 3   | QAT 25  | VAL 15 |     |     | 1   | 467  |
| 2024 | MotoGP | Ducati    | QAT 14  | POR DNF4 | AME 58   | SPA 1   | FRA 3    | CAT 1    | ITA 1    | NED 1   | DUI 13  | GBR 3   | OOS 1    | ARA DNF9 | SMR 2    | EMI DNF1 | INA 31  | JPN 1   | AUS 34  | THA 13  | MAL 1   | SOL 1  |     |     | 2   | 498  |
| 2025 | MotoGP | Ducati    | THA 3   | ARG 43   | AME 13   | QAT 28  | SPA 3    | FRA 16   | GBR DNF6 | ARA 3   | ITA 43  | NED 35  | DUI 3    | TSJ 47   | OOS 8    | HON      | CAT     | SMR     | JPN     | INA     | AUS     | MAL    | POR | VAL | 3*  | 221* |

* Seizoen nog bezig.